# Hedychium khaomaenense
Hedychium khaomaenense är en enhjärtbladig växtart som beskrevs av Chayan Picheansoonthon och Mokkamul. Hedychium khaomaenense ingår i släktet Hedychium och familjen Zingiberaceae. Inga underarter finns listade i Catalogue of Life.